# Gerard Manley Hopkins
Gerard Manley Hopkins (ur. 28 lipca 1844 w Stratford, zm. 8 czerwca 1889 w Dublinie) – angielski poeta, jezuita.
Pisarz uznawany za najwybitniejszego angielskiego poetę religijnego, prekursora nowoczesnej poezji angielskiej.

Najstarszy z ośmiorga rodzeństwa pochodził z anglikańskiej rodziny bogatego wysokiego urzędnika. Studiował filologię klasyczną na Uniwersytecie Oksfordzkim. W 1866 pod wpływem Johna Henry'ego Newmana wcześniejszy działacz Ruchu Oksfordzkiego przeszedł na katolicyzm. W 1866 konwertyta wstąpił do zakonu Towarzystwa Jezusowego. Święcenia kapłańskie otrzymał w 1877 i podjął działalność duszpasterską w Anglii i Szkocji jako kaznodzieja. W tym czasie spod jego pióra wyszła seria tzw. sonetów natury. W latach 1882–1884 wykładał łacinę i grekę w Blackburn, a później filologię klasyczną w Dublinie. Podupadające zdrowie i wewnętrzne rozterki znajdują odbicie w tzw. ciemnych sonetach. Zmarł w obecności rodziców na gorączkę tyfoidalną, a jego ostatnimi słowami miały być: 

Jestem taki szczęśliwy.

Najważniejszym dziełem Hopkinsa jest poemat Katastrofa statku „Deutschland”, poświęcony autentycznej katastrofie, która w tamtych czasach odbiła się szerokim echem w Wielkiej Brytanii. Tematem utworu jest kwestia wiary w Opatrzność wobec klęsk żywiołowych, w których giną niewinne ofiary. Poemat napisany jest kunsztowną strofą ośmiowersową. Poeta często używa w nim aliteracji i paronomazji. Wykorzystane środki instrumentacyjne nie są jedynie ozdobnikiem, ale pełnią ważną rolę w budowaniu znaczeniowej spójności tekstu. O formie poezji Hopkinsa pisał wielokrotnie Stanisław Barańczak.